# Kids' Choice Awards 1992
La 5ª edizione dei Nickelodeon Kids' Choice Awards si è svolta il 14 novembre 1992 presso gli Hollywood Universal Studios in Los Angeles. Essendo prevista per il periodo primaverile, la successiva edizione è stata programmata per il 1994. Hanno condotto Holly Robinson, Brian Austin Green e Tori Spelling.
La coreografia del cast di Roundhouse ha aperto la premiazione; per la stessa si sono esibiti i seguenti artisti: Kris Kross col singolo "Warm It Up", Joe Public con "Live and Learn" e Shanice con "Saving Forever for You".
A partire da questa edizione i Kids' Choice Awards vengono trasmessi in diretta sulle reti televisive e radiofoniche di Nickelodeon USA.

## Candidature
I vincitori sono indicati grassetto.

### Televisione

#### Serie TV preferita
- Beverly Hills 90210
- In Living Color
- Willy, il principe di Bel-Air

#### Attore televisivo preferito
- Bill Cosby – I Robinson
- Luke Perry – Beverly Hills 90210
- Will Smith – Willy, il principe di Bel-Air

#### Attrice televisiva preferita
- Roseanne Barr – Pappa e ciccia
- Jennie Garth – Beverly Hills 90210
- Christina Applegate – Sposati... con figli

### Cinema

#### Film preferito
- La famiglia Addams (The Addams Family), regia di Barry Sonnenfeld
- Boyz n the Hood - Strade violente (Boyz n the Hood), regia di John Singleton
- Papà, ho trovato un amico (My Girl), regia di Howard Zieff

#### Attore cinematografico preferito
- Arnold Schwarzenegger – Terminator 2
- Ice Cube – Boyz n the Hood
- Kid 'n Play – Class Act

#### Attrice cinematografica preferita
- Whoopi Goldberg – Sister Act
- Julia Roberts – Hook - Capitan Uncino
- Michelle Pfeiffer – Batman - Il ritorno

### Musica

#### Miglior cantante/gruppo musicale maschile
- Kris Kross
- Boyz II Men
- MC Hammer

#### Miglior cantante/gruppo musicale femminile
- Paula Abdul
- Mariah Carey
- En Vogue

#### Canzone preferita
- Jump – Kris Kross
- Ain't 2 Proud 2 Beg – TLC
- Motownphilly – Boyz II Men

### Sport

#### Atleta maschile preferito
- Michael Jordan
- Ken Griffey Jr.
- Magic Johnson

#### Atleta femminile preferita
- Kim Zmeskal
- Jackie Joyner-Kersee
- Shannon Miller

#### Squadra sportiva preferita
- Chicago Bulls
- Atlanta Braves
- Los Angeles Lakers

### Hall of Fame
- Arnold Schwarzenegger
- Bill Cosby
- Michael Jordan